# 10202 Mioaramandea
A 10202 Mioaramandea (ideiglenes jelöléssel (10202) 1997 PE) a Naprendszer kisbolygóövében található aszteroida. A Near-Earth Asteroid Tracking (rövidítve: NEAT) program keretein belül fedezték fel 1997. augusztus 1-jén.

## Kapcsolódó szócikk
- Kisbolygók listája (10001–10500)